# Aleph-zéro
Cet article court présente un sujet plus développé dans : Aleph (nombre) et Ensemble dénombrable.
En mathématiques, le cardinal de l'ensemble des entiers naturels, et donc, par équipotence, le cardinal de n'importe quel ensemble infini dénombrable, est noté {\displaystyle \aleph _{0}} et se lit aleph-zéro ; c'est le premier dans la suite indexée par les ordinaux des alephs, une suite d'ordinaux définie par Georg Cantor pour représenter tous les cardinaux infinis.